# Sheri Moon Zombie
Sheri Moon Zombie (nacida como Sheri Lyn Skurkis; San José, California; 26 de septiembre de 1970)es una actriz y diseñadora de moda estadounidense.

## Biografía
Moon fue criada en Torrington, Connecticut, y estudió en la secundaria Plainville High School. Después de graduarse, se mudó a California, sin embargo, pronto comenzó a vivir en ambos estados para estudiar y trabajar al mismo tiempo. El 31 de octubre de 2002, se casó con el músico de heavy metal y cineasta Rob Zombie después de nueve años de noviazgo. A raíz de esto, Sheri cambió legalmente su nombre a Sheri Moon Zombie.

## Carrera
Moon aspiraba a trabajar como actriz de doblaje de caricaturas y tomó clases. Acudió brevemente a la Connecticut School of Broadcasting y se convirtió en videojockey de MTV, pero abandonó ese empleo para a acompañar a su esposo durante sus giras musicales. Cuando la banda White Zombie se disolvió y Rob continuó su carrera en solitario, él la contrató como bailarina y con el tiempo se convirtió en coreógrafa y diseñadora de vestuario de sus giras.

## Filmografía
| Año  | Título                              | Rol                          |
| ---- | ----------------------------------- | ---------------------------- |
| 2003 | House of 1000 Corpses               | Baby Firefly                 |
| 2004 | La masacre de Toolbox               | Daisy Rain                   |
| 2005 | The Devil's Rejects                 | Baby Firefly                 |
| 2007 | Grindhouse                          | Eva Krupp                    |
| 2007 | Halloween                           | Deborah Myers                |
| 2009 | Halloween II                        | Deborah Myers                |
| 2009 | The Haunted World of El Superbeasto | Suzi-X                       |
| 2012 | The Lords of Salem                  | Heidi Hawthorne              |
| 2015 | 31                                  | Charlie                      |
| 2019 | 3 From Hell                         | Baby Firefly                 |
| 2022 | La familia Monster                  | Lily Munster / Donna Doomley |